# Canarium betuleti
Canarium betuleti is een slakkensoort uit de familie van de Strombidae. De wetenschappelijke naam van de soort is voor het eerst geldig gepubliceerd in 1991 door Kronenberg.